# Ідічел-Педуре
Ідічел-Педуре (рум. Idicel-Pădure) — село у повіті Муреш в Румунії. Входить до складу комуни Бринковенешть.
Село розташоване на відстані 285 км на північ від Бухареста, 41 км на північний схід від Тиргу-Муреша, 96 км на схід від Клуж-Напоки, 145 км на північний захід від Брашова.

## Населення
За даними перепису населення 2002 року у селі проживали 613 осіб, з них 611 осіб (99,7%) румунів. Рідною мовою 611 осіб (99,7%) назвали румунську.